# Eva Zippel
Eva Zippel (Stuttgart, 30 de abril de 1925-25 de mayo de 2013) fue una escultora y dibujante alemana.

## Datos biográficos

### La vida en París (hasta 1939)
Un año después del nacimiento de Eva, su familia se trasladó a Francia, donde Eva vivió hasta los catorce años. La familia vivió primero en L'Haÿ-les-Roses, a continuación, en la vecina Bourg-la-Reine, dos pequeños pueblos en el sur de París. En París, el padre visitó museos y exposiciones acompañado por sus hijas. Estuvo en contacto con el marchante de arte Wilhelm Uhde que le dio consejo para decorar con pinturas el apartamento de la familia. Eva asistió al Lycée Marie Curie en París, donde se graduó de la escuela secundaria.